# 4001-es busz
A 4001-es jelzésű autóbuszvonal Mezőkövesd és környékének egyik regionális járata, melyet a Volánbusz Zrt. lát el a város és Cserépváralja között, Tard érintésével.

## Közlekedése
A járat a járásközpont Mezőkövesdet köti össze a Bükk lábánál fekvő Cserépváraljával. Az összes indítása a vasútállomás melletti új autóbusz-állomásról indul vagy ide érkezik, csatlakozást nyújtva az érkező és induló vonatokhoz. A járat Tard községen áthaladva érkezik meg végállomásához; bár az út folytatódik Cserépfalu irányába, menetrend szerinti busz ezen a szakaszon nem közlekedik. Napi fordulószáma átlagosnak mondható, viszont szinte mindegyik végigjárja a vasútállomás és Cserépváralja közötti útvonalat.

## Megállóhelyei
| 0  | Mezőkövesd, rutinpálya végállomás          | 18 | 6, 6A, 6B, 6C, 6D 1468, 4010, 4017 |
| 1  | Mezőkövesd, vasútállomás                   | 17 | 2, 2A, 2B, 5C, 5D, 5E, 5Y, 6A, 6B, 6C, 7A, 7B, 8, 8A, 8B 4010, 4016, 4017, 4023 személyvonat, sebesvonat, gyorsvonat, expresszvonat                                                                        |
| 2  | Mezőkövesd, Széchenyi utca                 | 16 | 2, 2A, 2B, 5C, 5D, 5E, 5Y, 6A, 6B, 7A, 7B, 8, 8A 1344, 1377, 1468, 4010, 4016, 4017, 4023 |
| 3  | Mezőkövesd, SZTK rendelőintézet            | 15 | 2, 2A, 2B, 5C, 5D, 5E, 5Y, 6A, 6B, 7A, 7B, 8 4010, 4016, 4017, 4023 |
| 4  | Mezőkövesd, autóbusz-állomás               | 14 | 1057, 1341, 1344, 1375, 1376, 1377, 1379, 1380, 1382, 1426, 1427, 1447, 1468, 3146, 3418, 3419, 3421, 3749, 4005, 4006, 4007, 4008, 4010, 4013, 4014, 4015, 4016, 4017, 4018, 4023, 4026, 4027, 4030, 4157 |
| 5  | Mezőkövesd, Szent László tér               | 13 | 5, 5C, 5D, 5E, 5F, 5Y, 6C, 6D, 7, 7A, 8, 8A, 8C 1341, 1375, 1379, 1380, 3416, 3749, 4005, 4006, 4007, 4008, 4013, 4015, 4017, 4018, 4023, 4026, 4030                                                       |
| 6  | Mezőkövesd, gimnázium                      | 12 | 5, 5C, 5D, 5E, 5F, 5Y, 6C, 6D, 7, 7A, 8, 8A, 8C 1341, 1377, 1379, 1380, 1382, 3416, 3749, 4005, 4006, 4007, 4008, 4017, 4023, 4027, 4030                                                                   |
| 7  | Mezőkövesd, transzformátor-állomás         | 11 | 3749, 4005, 4006, 4007, 4008, 4027, 4030 |
| 8  | Klementina bejárati út                     | 10 | 3749, 4005, 4006, 4007, 4008, 4030 |
| 9  | Tardi elágazás                             | 9  | 3749, 4005, 4006, 4007, 4008, 4030 |
| 10 | Tard, Béke utca 19.                        | 8  | |
| 11 | Tard, iskola                               | 7  | 4012 |
| 12 | Tard, italbolt                             | 6  | 4012 |
| 13 | Tard, Béke utca 327.                       | 5  | 4012 |
| 14 | Tard, Béke utca 234.                       | 4  | 4012 |
| 15 | Tard, Szeretetotthon                       | 3  | 4012 |
| 16 | Tard, Rrdészlak                            | 2  | 4012 |
| 17 | Cserépváralja, kultúrház                   | 1  | 4012 |
| 18 | Cserépváralja, autóbusz-forduló végállomás | 0  | 4012 |